# Gennadi Nikolajewitsch Roschdestwenski

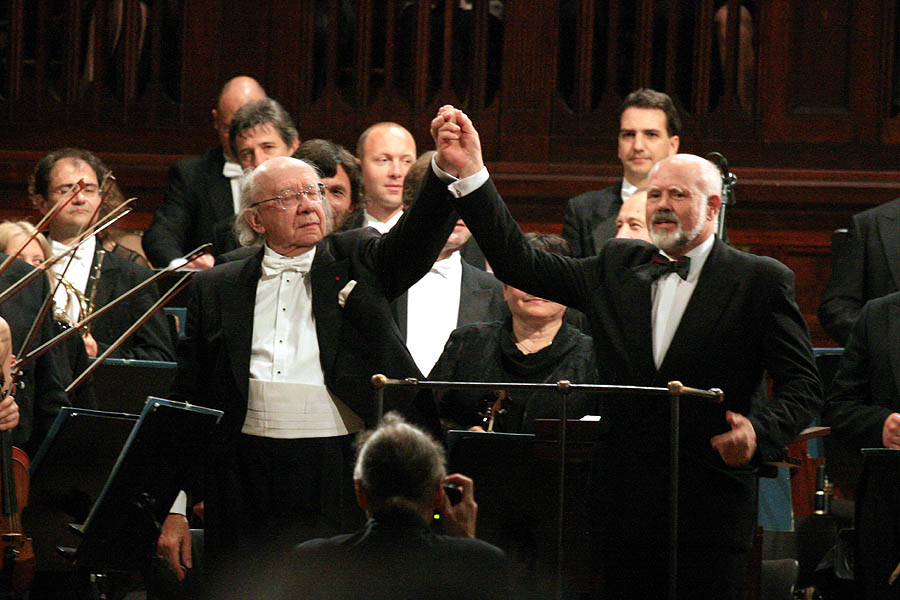
Gennadi Roschdestwenski (links) und der tschechische Komponist Lukáš Matoušek. Prager Frühling 2007, Städtisches Haus, Prag.

Gennadi Nikolajewitsch Roschdestwenski (russisch Генна́дий Никола́евич Рожде́ственский, englisch Gennady Rozhdestvensky, wiss. Transliteration Gennadij Nikolaevič Roždestvenskij; * 4. Mai 1931 in Moskau, Sowjetunion; † 16. Juni 2018 in Moskau, Russische Föderation) war ein sowjetischer bzw. russischer Dirigent.

## Leben
Gennadi Roschdestwenski war der Sohn des Dirigenten Nikolai Pawlowitsch Anossow und der Sängerin Natalja Petrowna Roschdestwenskaja. Er nahm den Mädchennamen seiner Mutter an, um beim Aufbau seiner eigenen Karriere den Anschein von Vetternwirtschaft zu vermeiden.
Roschdestwenski absolvierte zunächst eine klassische Musikausbildung am Konservatorium Moskau beim Pianisten Lew Oborin. Durch seinen Vater bekam er die Grundzüge der Orchesterleitung vermittelt. 1951 gab er sein Debüt als Dirigent bei der Aufführung von Pjotr Iljitsch Tschaikowskis Ballett Der Nussknacker im Bolschoi-Theater. Bis zum Anfang der 1960er Jahre arbeitete er als Assistent am Bolschoi-Theater und dirigierte verschiedene Ballette.
Von 1961 bis 1974 leitete er das Rundfunk-Sinfonieorchester der UdSSR. Roschdestwenski war der erste Dirigent, der Werke von Carl Orff, Paul Hindemith, Béla Bartók und Maurice Ravel in der Sowjetunion präsentieren durfte. Außerdem zählte er zu den wenigen sowjetischen Dirigenten, die zur Zeit des Kalten Krieges ausreisen durften, und dirigierte 1962 auf dem Edinburgh Festival die westlichen Erstaufführungen von Schostakowitschs Sinfonien Nr. 4 und 12. Ab 1964 bis 1970 war er gleichzeitig Künstlerischer Direktor des Bolschoi. In der Folgezeit übernahm er die musikalische Leitung der Moskauer Kammeroper. Von 1974 bis 1977 war er Künstlerischer Direktor des Royal Stockholm Philharmonic Orchestra, von 1978 bis 1981 Chefdirigent des BBC Symphony Orchestra London und von 1980 bis 1982 Chefdirigent der Wiener Symphoniker. Danach übernahm er in dieser Position bis 1992 das Sinfonieorchester des Ministeriums für Kultur der UdSSR und von 1991 bis 1995 erneut das Royal Stockholm Philharmonic. 1994 wurde er Vorsitzender des künstlerischen Beirates des Bolschoi.
2000 wurde er wieder zum Künstlerischen Direktor des Bolschoi-Theaters berufen. Diesen Posten legte er 2001 nach nur einer Saison nieder, nachdem er scharfe Kritik für die Inszenierung der Prokofjew-Oper Der Spieler hatte einstecken müssen.
Gennadi Roschdestwenski galt als einer der bedeutendsten Interpreten russischer und zeitgenössischer sowjetischer Musik. Er führte oft ausgedehnte Tourneen durch Europa, Japan und die USA durch. Zu den Werken, die ihm gewidmet wurden, zählen u. a. die 1. Sinfonie von Alfred Schnittke und die Komposition Stimmen... verstummen... von Sofia Gubaidulina. Er hinterließ Aufnahmen von fast 800 Werken, darunter sämtliche Sinfonien von Haydn, Beethoven, Brahms, Sibelius, Bruckner, Mahler, Tschaikowski, Glasunow, Prokofjew und Schostakowitsch.
Roschdestwenski heiratete die Balletttänzerin Nina Timofejewa und war seit 1969 mit der Pianistin Wiktorija Postnikowa verheiratet.

## Auszeichnungen
- 1970: Leninpreis
- 1976: Volkskünstler der UdSSR
- 1990: Held der sozialistischen Arbeit
- 1995: Staatspreis der Russischen Föderation
- 2014: Commander des Order of the British Empire